# صلوح (اسم)
صلوح هو اسم علم مذكر من أصل عربي، ومعناه هو الرجل الصالح ضد الفاسد الطيب النقي.

## وصلات خارجية
- موسوعة السلطان قابوس لأسماء العرب